# روبين هيباي
روبين هيباي (بالإنجليزية: Rubin Hebaj)‏ (من مواليد 30 يوليو 1998) هو لاعب كرة قدم ألباني يلعب في مركز الوسط، احترف في السعودية في نادي العروبة و في تونس في النادي الصفاقسي.

## وصلات خارجية
- روبين هيباي على موقع الاتحاد الأوربي (الإنجليزية)
- روبين هيباي على موقع قاعدة بيانات كرة القدم.إي يو (الإنجليزية)
- روبين هيباي على موقع Soccerway.com (الإنجليزية)
- روبين هيباي على موقع عالم كرة القدم.نت (الإنجليزية)